# A madarak anatómiája
A madarak belső felépítése, más néven madáranatómia a madarak szerveivel, annak felépítésével és működésével foglalkozik.

## Csontváz

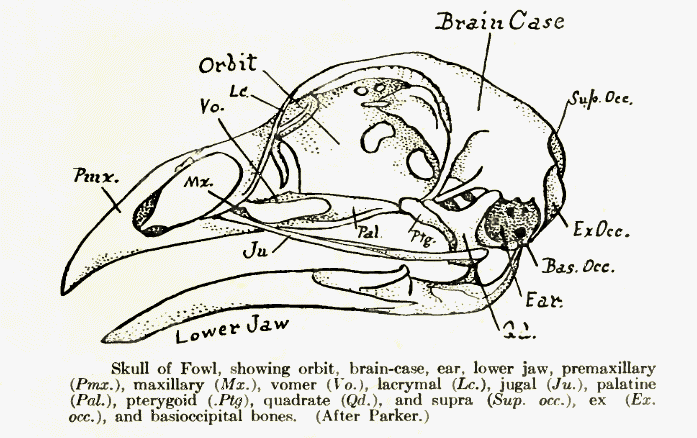
Egy madár koponyája

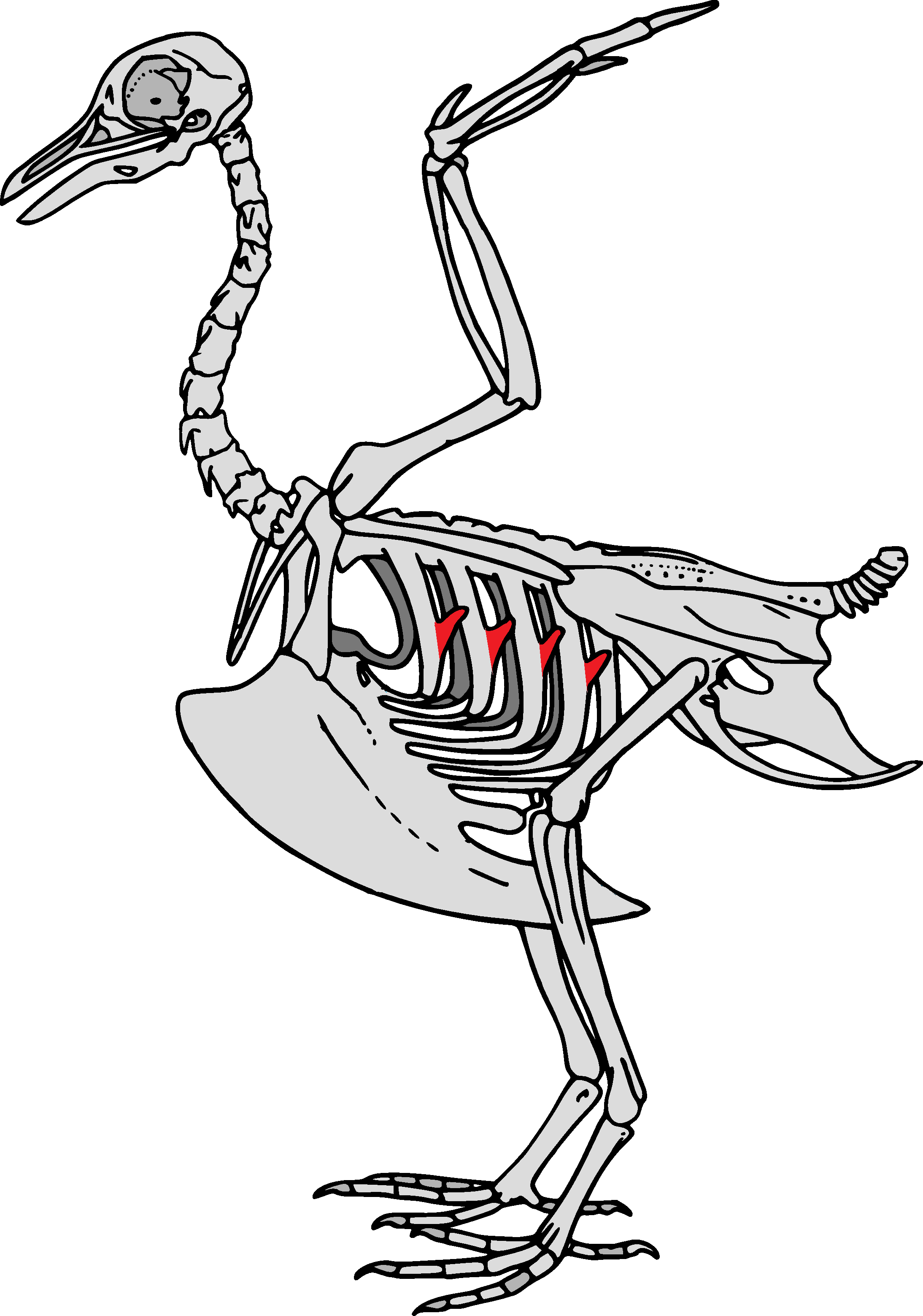
Teljes csontváz

### Koponya és nyak
Az áll közötti csont a felső csőrkávának szolgál alapul. Az állkapocs a négyszögcsont közbeiktatásával kapcsolódik az agykoponyához. Nyakuk rendkívül hajlékony, csigolyaszámuk elég nagy: minimum 13, de nagyobb madaraknál lehet 25 is. A koponya gömbízülettel csatlakozik a nyakcsigolyához, ezért a madarak feje sokkal hajlékonyabb az emlősökénél.

### Törzs
A madarak csontvázának alapfelépítése megegyezik a többi gerincesével, de a repülés követelményeinek megfelelően lényegesen módosultak. A csontok nagy része üreges, ezekbe az üregekbe türemkednek be a tüdővel kapcsolatban lévő légzsákok. A törzs csontozatának szerkezete hasonlít a nagyobb épületek gerendázatáéhoz. Fönt a gerincoszlop rövid szakasza határolja, amelynek vaskos csigolyái részben összeforrtak, a szerkezet szilárdságának fokozására.
A törzs vázának alapja a rendkívül nagy méretű mellcsont. Ezen magas, hosszanti csonttaréj húzódik végig, amelyen az erőteljes repülőizmok erednek. A röpképtelen madarak mellcsontján nincs ilyen csonttaréj. A mellkasuk igen erős, ennek szilárdságát a bordák horognyúlványai biztosítják. A mellkashoz kapcsolódik egy pár karcsú lapockacsont, ezeket rövid, erős kötőszöveti szalagok kapcsolják össze a gerincoszloppal és a bordákkal. A két szárny a lapockák és a hollóorrcsontok találkozásánál csuklószerűen mozog. A lapockákat a mellcsont előtt az alsó végén villacsonttá szilárdan összeforrt két kulcscsont kapcsolja össze egymással.
A mellkas két oldalát alkotó bordák fönt a gerincoszlophoz, lent a mellcsonthoz csatlakoznak, ezeken nyúlványok találhatók, amelyek csak a madarakra jellemzőek. A mellcsonton kívül ezek is biztosítják a belső szervek védelmét. A vízimadaraknál, amelyek víz alá merülnek, ezek a nyúlványok nagyon hosszúak, hogy megvédjék belső szerveiket a víz alatti nagy nyomástól.

### A medenceöv
A törzs hátsó részén a gerinchez a medenceöv csatlakozik, itt kapcsolódnak a törzs vázához az alsó végtagok. A medence felfogja a földet éréssel járó ütközés erejét és széles felületet kínál a végtagok tapadásához. Mivel a farkcsontok megrövidültek és összeolvadtak, a madárnak könnyebb kormányoznia a farkával repülés közben.

## Emésztőrendszer

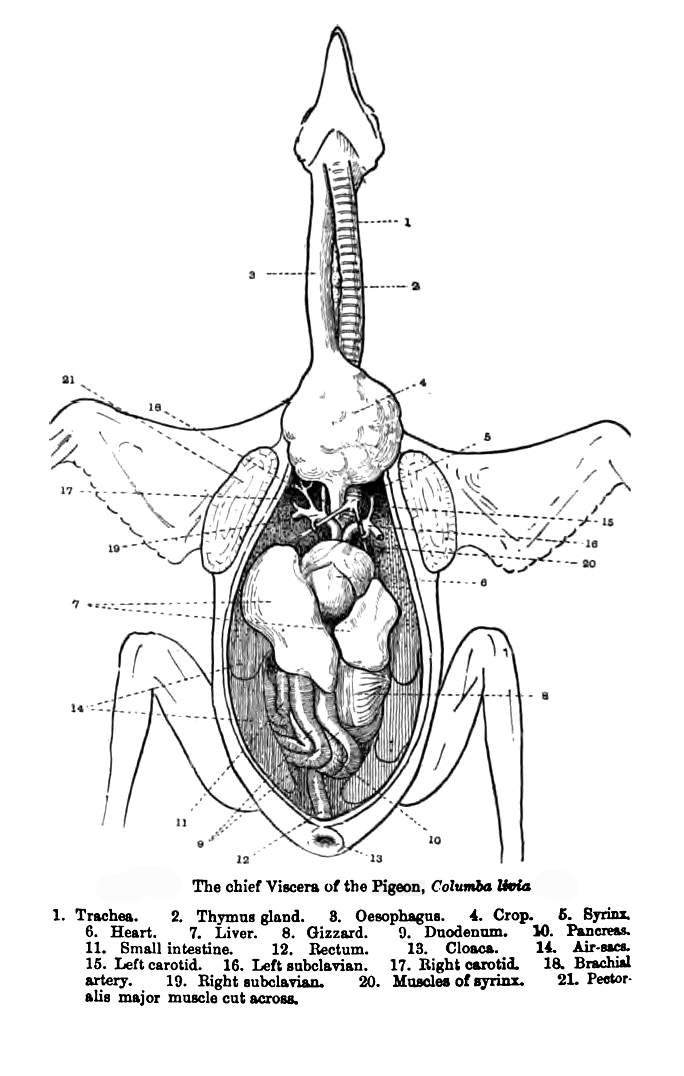
Galamb zsigerei (hasoldal)
1. légcső 2. pajzsmirigy 3. nyelőcső nyaki szakasza 4. begy 5. alsó gégefedő 6. szív 7. májlebenyek 8. zúzógyomor 9. patkóbél 10. hasnyálmirigy 11. vékonybél 12. végbél 13. kloáka 14. tüdő/légzsákok 15. bal oldali carotis 16. bal oldali szubklavia artéria 17. jobb oldali carotis 18. ütőér 19. jobb oldali szubklavia artéria 20. kis mellizom (syrix) 21. a nagy mellizom átvágva

A madarak repülő életmódjára, illetve az ebből következő gyors anyagcserére vezethető vissza tápcsatornájuk felépítése. Emésztőrendszerük három részre tagolható: az előbél a csőrkávák által határolt szájgaratüregtől a zúzógyomorig tart, a középbélben történik a táplálékalkotók emésztése és felszívódása, majd az utóbél a vakbelektől a kloákáig húzódó szakaszt foglalja magába. Hossza és felépítése a felvett tápláléktól függ (általában a növényevőknek hosszabb és bonyolultabb). A csőr alakja a táplálkozásnak megfelelően változatos – még a rendszertanban közelálló fajok esetén is eltérő lehet. A nyelv a legtöbb madárnál nem játszik nagy szerepet, legfeljebb a nyelésben van jelentősége, de néhány fajnál (pl. harkályok) a táplálékszerzés meghatározó eszköze. Mivel nincs foguk, a táplálékot rágás nélkül, egészben, vagy csőrükkel, illetve lábukkal kisebb darabokra tépve nyelik le. A nyelvnek a táplálékfelvételben és a nyelésben van szerepe, ez utóbbit segíti a szájüregbe nyíló több, kisebb nyálmirigy is, amiknek a hőszabályozásban is szerepük van. A nyelőcső igen tágulékony, falában nyálkatermelő mirigyek vannak. Ennek tágulata a nyak alsó részén a begy, aminek három típusa különböztethető meg: valódi (ez páros lebenyű, mint többek között a galamboknál), csökevényes (ami orsószerű, például kormoránoknál), és álbegy (páratlan zsákszerű kitüremkedés, ami nappali ragadozóknál és kacsaféléknél is megfigyelhető). A táplálék puhítására, tárolására szolgál, ahonnan egy rövid nyelőcsőszakaszon át kerül az összetett gyomorba. Ez utóbbi egy mirigyes és egy zúzó részből áll, melyekben a táplálék többször is megfordulhat és innen kerülnek visszaköpetelésre az emésztetlen alkotóelemek (szőr, toll, csont, kitin). A középbélben (vagy vékonybélben) található az úgynevezett hajtűkanyar (két ágában található a hasnyálmirigy) és a patkó-, vagy epésbél. Ezeket követik a hosszabb, kanyarulatos éhbél és a rövid, egyenes csípőbél. Az utóbél a vakbelekkel kezdődik, ami ha csökevényes (ragadozók, galambfélék) nyirokszervként funkciónál. Ezt követi a végbél, ami a kloákába torkollik.
Az emésztőrendszer aránylag rövid. Éppen ezért, mivel a táplálék rövidebb idő alatt halad át rajta, mint az emlősök bélrendszerén, az emésztés sem olyan tökéletes. A táplálék összezúzására szolgál az izmos zúzógyomor, köznyelvben zúza. A végbél aránylag rövid, így nem alkalmas az ürülék hosszabb ideig való tárolására, ezért a madarak naponta lényegesen többször ürítenek, mint az emlősök. A gyakori ürítés másik oka, hogy a belekben felgyülemlő ürülék növelné a madarak súlyát, megnehezítve a repülést.

## Légzőszerv
A madarak légzőszerve a gerincesek között a legnagyobb teljesítményű. Különleges felépítése a repülés fokozott energia-, illetve oxigénszükséglete, a magas testhőmérséklet és az intenzív anyag-csere miatt alakult ki. A felső légutak az orrnyílástól az orrsövény által jobb és baloldali részre osztott orrüregen át a szájgaratüregben a felső gégefőig tartanak. A levegő eztán az alsó légutakban, a gégecsőben (melynek az emlősökkel szemben a madaraknál nincs szoros kapcsolata a nyelőcsővel) folytatja útját. Az O alakú porcgyűrűkkel merevített cső a testüregbe lépve két főhörgőre ágazik, amik a tüdőbe torkollanak. Az elágazásnál alakul ki a madarak hangadó szerve, az alsó gégefő (másképpen syrinx, aminek három típusa lehet: vagy csak a gégecső, vagy csak a főhörgők, vagy mindkét légúti szakasz részt vehet a hang kialakításában). A tüdő a mellkas háti részén, a bordák közé is benyúló, páros szerv. Felépítése más, mint az emlősöké, hiszen egy egymással folyamatos össze-köttetésben álló csőrendszer alkotja, ezen áramlik át a levegő, miután elhagyta a tüdőlebenyek elülső csúcsán elhelyezkedő a tüdőkaput és a főhörgőket. A tüdőhöz légzsákok kapcsolódnak, melyeknek két csoportja van: a kilégzési légzsákok (a nyaki, kulcscsonti és az elülső mellkasi) a mellkas elülső részében helyezkednek el, míg a belégzési légzsákok (hátulsó mellkasi, hasi) pedig a mellkas hátulsó részében, illetve a hasüregben. A kulcscsonti légzsák páratlan, a többi páros. A tüdő külső „burkát” képező másodlagos hörgőknek három csoportja van. A tüdőkapuban számos hasi hörgő lép ki, melyek legyező szerűen szétterjedve, egyúttal a tüdő hasi oldalát képezik, egy részük pedig a kilégzési légzsákokban végződik. Ezektől távolabb ágaznak ki oldalirányban az oldalsó hörgők, melyek a hátulsó mellkasi (belégzési) légzsákba torkollanak. A főhörgők hátulsó feléből háti irányban a háti hörgők lépnek ki, melyek ív alakban futva (követve a bordák vonalát), szintén legyező szerűen szétterülve a tüdő háti, oldalsó falait alkotják. Belsejét a párhuzamos lefutású harmadlagos hörgők (parabronchusok) töltik ki teljesen, összekötve egymással a hasi és a háti hörgőket. Az ezek falában található a légzőhámban történik meg a levegő és a vérérkapillárisok között a külső gázcsere. Ez a szabályos
szerkezet az úgynevezett őstüdő, mely minden madárfajban megtalálható. A lapos szegycsontúaknál és a pingvineknél csak ez alakul ki, a többi, jól repülő madárcsoportnál pedig – az őstüdő hátsó-alsó részéhez kapcsolódva – az oldalsó hörgők, a főhörgők és a két pár belégzési légzsák között egy szabálytalan, kanyargó harmadlagos hörgőrendszer, az újtüdő fejlődik ki.

 
A tüdőben a vér oxigént vesz fel, és szén-dioxidot ad le. A tüdő 9 nagy térfogatú légzsákkal áll kapcsolatban, amelyek szerteágaznak az egész testben, sőt a nagyobb csontokba is betüremkednek. Rendszerint 4 páros és 1 páratlan légzsák van. Ezeknek szerepe egyrészt a test könnyítése, de jelentősek a repülés közbeni légzésben is, mivel ekkor a mellkas mozdulatlan, ezért a hátizmok mozgása préseli ki a levegőt a légzsákokból. A szárnyak felemelésekor a légzsákok és a tüdő megtelnek levegővel. A légzsákoknak a párologtatásban, a hőszabályozásban, sőt repülés közben az egyensúly megtartásában is szerep jut.
A légzőszerv másik sajátossága az alsó gégefő, amely a légcső tüdőkbe való belépése előtti elágazásnál foglal helyet. Az alsó gégefő a madarak hangadó szerve, mivel itt találhatók a hangszalagok, amelyeket a tüdőkből kiáramló levegő hoz rezgésbe. A hangszalagpárok száma kettőtől hatig terjedhet.

## Vérkeringés
A vérkeringés központi szerve a két pitvarból és két kamrából álló szív. A madarak szíve testnagyságukhoz viszonyítva igen nagy. Ez az arány annál nagyobb, minél jobb, kitartóbb repülő egy madárfaj. Vérkeringésük hasonló az emlősökéhez.

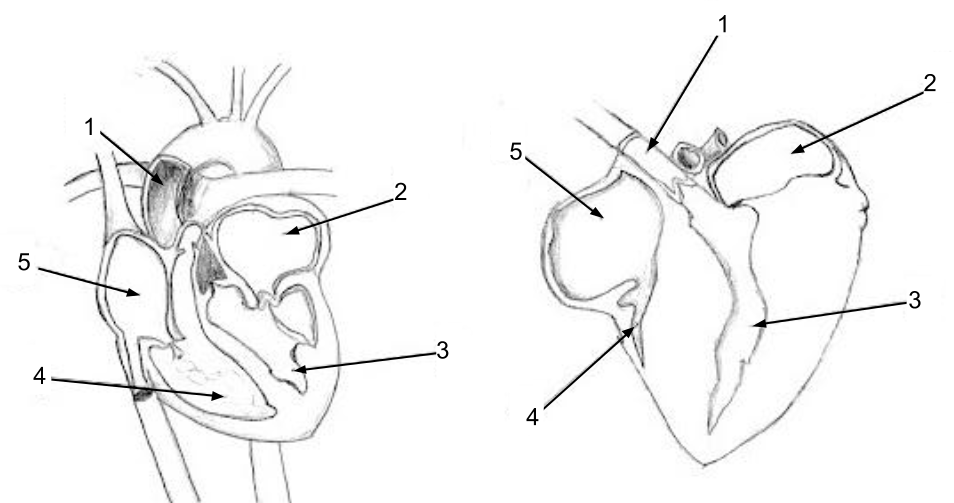
Emberi szív balra, tyúk szíve jobbra

A repülés, a gyors anyagcsere, és a magas testhőmérséklet következtében a sejtek energia- és tápanyagszükséglete a madaraknál különösen nagy. Ennek tudható be, hogy a gerincesek között a testtömeghez viszonyítva a legnagyobb a szívük (1–4%, az emlősökhöz képest 2–3-szor nagyobb), illetve a vérnyomásuk is magasabb és a pulzusszámuk (így a szív teljesítménye) is többszöröse lehet az emlősökének. Ezért veszélyes rájuk nézve a stressz és pusztulnak bele ebbe olyan gyakran. A keringési rendszerben két vérkör teljesen elkülönül egymástól: míg a kisvérkör a tüdő és a szív, a nagyvérkör a test és a szív között szállítja a vért. A madarak vörösvérsejtjei sejtmaggal rendelkeznek. A szív a mellkas elülső részében helyezkedik el, egy hártyával, a szívburokkal körülzárt térben, a szívburoküregben, melyet savós folyadék tölti ki. Csúcsi részét a májlebenyek takarják. A madaraknak nincs rekeszizmuk. Legkívül a külső hártya (epikardium) található. A szív négyüregű, két pitvarból és két kamrából (amik fala jóval vastagabb) áll.

## Húgyivari rendszer
A húgyivari rendszer a kiválasztó szervekből és a nemi szervekből áll. A kiválasztó rendszer központi szervei a lebenyes utóvesék, amelyek a medencecsont üregeiben, a vesemedencékben, a gerincoszlop két oldalán foglalnak helyet. A vesék a bomlástermékeket a vérből kiválasztják, és a húgyvezetéken keresztül a kloákába öntik. A vizelet nem folyékony, fehér pépes anyag, ami a széklettel együtt ürül.
Az ivarszervek vagy nemi szervek a hímeknél a herékből, a tojóknál a petefészkekből állnak. A herék babszem alakúk és a hát–ágyéki tájékon, a gerincoszlop alatt foglalnak helyet. Jellegzetességük, hogy általában csak a párosodási időszakban működnek, amikor hatalmasra nőhetnek. Az év többi részében, tehát a nyugalmi időszakban a herék visszafejlődnek és alig láthatóak. A madaraknak általában nincs külső párzószervük; a megtermékenyítés során a madarak kloákájukat összeillesztik, és a hím a csírasejteket a tojó kloákájába fecskendezi.
A récefélék, ludak, túzok és még néhány madárfaj esetében a hímek külső párzószervvel is rendelkeznek.
A petefészkek, a női ivarszervek a madárfajok nagy többségénél egyoldalún fejlettek: csak a bal petefészek működik. A petefészkekben kifejlődött pete a petevezetékben keresztül jut a kloákába. A petevezeték különböző szakaszain külső burkok rakódnak a petére (a tojás fehérje), a petevezetékben képződik a tojás meszes héja is. A tojás ugyancsak a kloákából kerül a szabadba.

## Érzékszervek
Érzékszerveik közül a látás és a hallás igen fejlett. A hallás szerve a fül; szerkezete csak abban tér el az emlősökétől, hogy a madaraknak nincsenek fülkagylóik. A külső hallójárat nyílása általában tollal fedett, kívülről nem látható. A közép– és belsőfül felépítése megegyezik az emlősökével. Egyensúlyi szervük, amely a belsőfülben helyezkedik el, igen bonyolult feladatokat lát el repülés közben.
A madarak csőre szaruval borított, emiatt az ízlelés csökevényes ugyan, de nem hiányzik. A gyümölcsevő fajoknál az ízérzékelés fejlettebb.
A szaglás ugyancsak a vastagabb szaruréteg miatt, általában gyenge. A szagokat, ha gyengén is, a garat felőli orrnyálkahártyával érzékelik, ezért csak a már csőrükben tartott táplálék szagát ismerik fel.